# 黒津敏行
黒津 敏行（くろつ としゆき、1898年（明治31年）11月12日 - 1992年（平成4年）11月16日）は、日本の医学者。大阪大学名誉教授。

## 主な経歴
1898年（明治31年）京都府に生まれる。1916年（大正5年）京都府立京都第二中学校 (旧制)を卒業後。大阪医科大学 (旧制)に進学。1924年（大正13年）に卒業後、同大助手を経て、1931年（昭和6年）同大助教授に就任。1935年（昭和10年）にはロンドンで開催された第二回国際神経学会に出席した。1936年（昭和11年）大阪帝国大学教授、1948年（昭和23年）同大医学部長に就任。1956年（昭和31年）に退官後は園田学園女子短期大学、園田学園女子大学の初代学長をそれぞれ務めた。
1952年にノーベル生理学・医学賞の候補となっていた（推薦者は日本人）ことが、ノーベル賞委員会が公表した候補者リストにより明らかになっている。

## 受章歴
- 1971年（昭和46年） - 勲二等旭日重光章受章